# Кубраки
Кубраки — село в Вейделевском районе Белгородской области Российской Федерации, административный центр Кубраковского сельского поселения
Главой сельского поселения является Рыбальченко Татьяна Ивановна.

## История села

### Основание и рост села
Кубраки (Кубраково) — слобода. Своё название село получило от оврага, на котором стоит. Основано село во второй половине XVIII века. В 1865 году в хуторе было 123 двора с 1319 жителями, в 1897 году в хуторе Кубракова (село Кубраки) Валуйского уезда было 1356 жителей, а в 1900 году уже стало 200 дворов с 1404 жителями.
В селе была деревянная Троицкая церковь. Рядом с церковью находилось кладбище, которое было распахано в 50-е годы и на месте каждой могилы посажены яблони. В 1863 году в селе Кубраки была основана первая церковно-приходская школа. До 1911 года в селе была четырехлетняя школа, размещавшаяся в обыкновенной крестьянской хате. Кирпичное здание школы было построено в 1911 году на земские средства.
После Октябрьской революции были созданы местные советы, председателем сельсовета стал Коробка Алексей Тихонович.
До 1928 года хутор Кубраки входил в состав Валуйского уезда Воронежской губернии. В 1928 году Воронежская губерния была включена в Центрально-Чернозёмную область.

### В годы Великой Отечественной войны
В годы Великой Отечественной войны в селе действовала подпольная организация, состоящая из комсомольцев Кубраковской МТС (в организацию входили — Клавдия Резник, Иван Кравченко, братья Митрофан и Николай Колесник, Михаил Горишняк). В 2013 г. о юных подпольщиках села издана книга «В памяти вечно...».  В центре села на месте братской могилы установлен обелиск в память о партизанах-подпольщиках. Уроженцы села храбро сражались в рядах Красной Армии.
Кубраки — родина защитника Брестской крепости Василия Ивановича Шаповалова. Во время Великой Отечественной войны 154 человека, мобилизованных из Кубраковского сельского совета, погибло или пропало без вести . 18 января 1943 года войска 7 кавалерийского корпуса 201 танковой бригады освободили Вейделевский район от немецко-фашистских захватчиков.
В 1954 году была образована Белгородская область и село вместе с Вейделевским районом вошло в её состав.

## Население
| 1859 | 1897  | 2002 | 2010 |
| ---- | ----- | ---- | ---- |
| 1319 | ↗1356 | ↘535 | ↘483 |

## Экономическая жизнь села
В 20-х годах двадцатого века, одной из первых, в Веделевском районе создана Кубраковская МТС.
В советский период село входило в состав колхоза им. Жданова. В настоящее время жители села Кубраки,  в  основном, трудятся, в ЗАО «РусАгро – Победа»
В настоящее время в селе функционирует Кредитный потребительский кооператив граждан «Кубраковский».

## Образование и культура
В  1863  году в  с. Кубраки  была   основана  первая  церковно – приходская  школа. Сохранившиеся документы свидетельствуют о том, что и полтора века назад это было событием исторической важности, по поводу которого в село прибыло начальство из волости и уезда. До  1911  года в селе была четырехлетняя школа, размещавшаяся в обыкновенной крестьянской хате. Кирпичное здание школы было построено в 1911 г. на  земские  средства. Начальная школа (4 класса)просуществовала до 1952 года.
В  1952 г. открывается семилетняя школа. Восьмилетняя школа была открыта в 1961 г., для новой школы было построено новое здание, которое используется до сих пор.
В 1989 г. восьмилетняя школа преобразована в девятилетнюю, которая существует до настоящего времени. С марта 2001 г. школа функционирует как муниципальное общеобразовательное учреждение «Кубраковская основная общеобразовательная школа Вейделевского района Белгородской области», подчиняющаяся управлению образования администрации Вейделевского района.
1 сентября 2007 года прошло открытие нового здания школы (дир. Н. Г. Великородная).

## Инфраструктура
- школа,
- Кубраковский сельский дом культуры,
- детский сад,
- сельская библиотека,
- фельдшерско-акушерский пункт,
- отделение почтовой связи,
- участковый пункт полиции.